# Bricolage
Bricolage is het debuutalbum uit 1997 van Amon Tobin. Hij nam nu op onder zijn eigen naam en onder het platenlabel Ninja Tune. Bricolage week af van het vorige album Adventures in Foam (onder de naam Cujo) door een zwaardere mix van jazzmelodieën en intense jungleritmes.
Het nummer "Easy Muffin" werd gebruikt in Toonami reclames voor Gundam SEED en in een aflevering van IGPX. Het kwam ook in de film Divine Intervention voor en in veel afleveringen van Top Gear.

## Tracklist
Alle nummers zijn door Amon Tobin geschreven.
1. "Stoney Street" – 5:53
2. "Easy Muffin" – 5:01
3. "Yasawas" – 5:24
4. "Creatures" – 5:21
5. "Chomp Samba" – 6:07
6. "New York Editor" – 4:56
7. "Defocus" – 5:10
8. "The Nasty" – 4:35
9. "Bitter & Twisted" – 5:05
10. "Wires & Snakes" – 5:27
11. "One Day In My Garden" – 5:43
12. "Dream Sequence" – 7:19
13. "One Small Step" – 6:11
14. "Mission" – 7:08

De LP versie van Bricolage bevat het liedje "Chomp Samba" niet. De volgorde van de nummers is ook verschillend:
1. "Easy Muffin" – 5:01
2. "Yasawas" – 5:24
3. "Dream Sequence" – 7:19
4. "New York Editor" – 4:56
5. "Defocus" – 5:10
6. "The Nasty" – 4:35
7. "Bitter & Twisted" – 5:05
8. "Mission" – 7:08
9. "Wires & Snakes" – 5:27
10. "Creatures" – 5:21
11. "Stoney Street" – 5:53
12. "One Small Step" – 6:11
13. "One Day In My Garden" – 5:43